# ロシア連邦軍参謀本部情報総局
ロシア連邦軍参謀本部情報総局（ロシアれんぽうぐんさんぼうほんぶじょうほうそうきょく、ロシア語: Главное разведывательное управление, ラテン文字転写: Glavnoye Razvedyvatelnoye Upravleniye、英: Main Intelligence Directorate of the General Staff）は、ロシア連邦軍における情報機関。略してGRU（発音は英語でグルー、ロシア語の場合はゲーエルウー、ロシア語での略称はГРУ）と呼ばれる。ソ連時代から存続している組織である。

## 概要
組織上は、ロシア連邦軍参謀本部の一部署に過ぎないが、参謀系統を通した情報の収集のほか、外国に対するスパイ活動や世論工作、SIGINT、偵察衛星や特殊部隊（スペツナズおよび29155部隊）の運用も管轄しており、旧KGB（ソ連国家保安委員会）やその後継であるSVR（ロシア対外情報庁）などと並ぶ強力な情報機関である。第二次世界大戦前期に大日本帝国でスパイ活動を行なったリヒャルト・ゾルゲはGRUの管理下にあった。
GRUの総局長は参謀総長及び国防相に従属し、SVRとは異なり、大統領に直接報告することはない。GRUの本部庁舎は首都モスクワの旧ホドゥンキ地区、ホロシェフスコエ通りに位置するガラス張りの9階建ての建物である。GRU職員からはステクリャーシュカ（Стекляшка；ガラスビル）と呼ばれているが、一般にはアクワリウム（Аквариум；水族館）として知られている。

## 組織

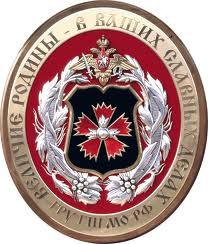
ロシア連邦軍参謀本部情報総局の現在の紋章

以下の機構はドミトリー・プロホロフ著の"Империя ГРУ"（GRU帝国、2000年）を参照した。ただし、同書もヴィクトル・スヴォーロフの著書（1970年代の情報）を参考にしている。
2006年4月、参謀総長ユーリー・バルエフスキー上級大将は、軍情報機関の改編について表明した。国防省筋によれば、地上軍・海軍・空軍の軍種情報局が廃止され、各軍種情報局の機能は参謀本部情報総局に移管される。各軍種には情報局に基づき、大佐を長とする佐官6人から成る情報課が創設される（情報局時代は定数20人未満、局長は中将）。

### 中央機構
GRU総局長は上級大将で、参謀次長を兼任する。局長は中将、副局長や課長は少将。副課長、班長及び副班長は大佐。一般班員は、先任作戦将校と作戦将校職から成り、先任作戦将校は大佐、作戦将校は中佐。
- GRU総局長/参謀次長
  - GRU指揮所
  - 特別重要エージェント及びイリーガル・グループ
- 第一副総局長：全情報収集（エージェント諜報）部門を管掌
  - 第1局：西欧諸国。5課を有し、各課は国ごとの班を有する。
  - 第2局：北米・南米諸国
  - 第3局：アジア諸国
  - 第4局：アフリカ及び中東諸国
  - 第5局：作戦・戦術情報。通常の参謀系統は、この局が管轄する。スペツナズを管理する特殊情報班が存在する。
  - 第1課：モスクワ
  - 第2課：東西ベルリン
  - 第3課：民族解放運動及びテロ組織
  - 第4課：キューバ
- 副総局長/第6局長
  - 第6局：電子偵察局。SIGINT。特殊部隊OSNAZが存在する。
- 副総局長/情報部長 - 情報の処理・分析部門を管掌
  - 第7局：NATO担当。6課を有する。
  - 第8局：特別指定国に関する業務
  - 第9局：軍事技術
  - 第10局：軍事経済、軍事生産及び売却、経済保安
  - 第11局：戦略核戦力
  - 第12局：不明（情報戦？）
- 副総局長/艦隊情報部長：海軍各艦隊本部の情報局を管掌
- 副総局長/宇宙偵察局長
  - 宇宙偵察局：偵察衛星によるIMINT
- 支援部署
  - 運用・技術局
  - 行政局
  - 通信局
  - 会計課
  - 第1特殊課：パスポート、身分証明書等の偽造
  - 第8課：暗号及び暗号解読

教育施設としては、軍事外交アカデミーが存在し、スパイや駐在武官、情報参謀が教育を受ける。スペツナズは、2万5千人・24個大隊相当が存在する。各国のロシア大使館にはGRUの支局が存在し、駐在武官もGRUの所属である。キューバのルールデスには無線傍受センターが維持されている。

### 部隊の情報機関
部隊レベルの作戦・戦術情報は、GRU第5局の統制を受ける。
軍管区レベルでは、以下の主要5科から成る軍管区本部第2局（情報局）が担当する。
- 第1科：管区配属の軍級その他の部隊の情報科の業務を指導
- 第2科：管区担当地域のエージェント諜報
- 第3科：管区の偵察・破壊工作部隊の活動を指導
- 第4科：諜報情報の処理
- 第5科：電波偵察

軍級レベルでは、5班から成る軍本部第2科（情報科）が担当する。

## 名称の変遷
GRUは、軍政又は軍令機関の一部署であるため、その名称は目まぐるしく変わっている。
- 参謀本部総局第2補給総監課（1917年11月～1918年5月）
- 最高司令官本営附属革命野戦本部扇動・情報課（1917年11月～1918年3月）
- 最高軍事会議作戦局情報班（1918年3月～1918年9月）
- 軍事問題人民委員部作戦課情報班、全ロシア参謀本部作戦局軍事統計課（1918年5月～1918年9月）
- ロシア革命軍事会議本部情報課（1918年9月～10月）
- ロシア革命軍事会議野戦本部登録局、ロシア革命軍事会議野戦本部作戦局情報班（1918年11月～1920年）
- ロシア革命軍事会議野戦本部作戦局第1課情報班、労農赤軍本部作戦局情報部隊、労農赤軍本部情報課（1919年～1920年）
- 労農赤軍情報局（1922年～1924年）
- 労農赤軍本部第4局（1926年～1934年8月）
- 労農赤軍情報・統計局（1934年8月～11月）
- 労農赤軍情報局（1934年11月～1939年5月）
- 国防人民委員部第5局（1939年5月～1940年6月）
- 赤軍参謀本部情報局（1940年6月～1942年2月）
- 赤軍参謀本部情報総局（1942年2月～9月）
- 赤軍参謀本部部隊情報局（1942年9月～1943年2月）
- 赤軍参謀本部情報局、赤軍情報総局（国防人民委員部情報総局）（1943年2月～1945年6月）
- 赤軍参謀本部情報総局（1945年6月～1946年）
- 軍参謀本部情報総局（1946年～1947年）
- ソ連閣僚会議附属情報委員会（1947年～1949年）
- 軍参謀本部情報総局（1949年～1950年）
- ソビエト軍参謀本部情報総局（1950年～1955年）
- ソ連軍参謀本部情報総局（1955年～1991年）
- ロシア連邦軍参謀本部情報総局（1991年～）

## 歴代軍情報部長
| 職名       | 氏名                               | 階級             | 在任期間        | 出身校                           | 前職                         |
| ---------- | ---------------------------------- | ---------------- | --------------- | -------------------------------- | ---------------------------- |
| 登録局長   | セミョーン・アラロフ               |                  | 1918.11-1919.6  | ロシア帝国軍の将校               | 軍事委員                     |
|            | セルゲイ・グセフ                   |                  | 1919.6-1919.12  | 共産党員                         | 共和国革命軍事会議議員       |
|            | ゲオルギー・ピャタコフ             |                  | 1920.1-1920.2   |                                  |                              |
| 登録局長   | ウラジーミル・アウセム             |                  | 1920.2-1920.6   | 共産党員                         | 登録局副局長                 |
| 登録局長   | ヤン・レンツマン                   |                  | 1920.6-1921     | 共産党員                         | 第15軍革命軍事会議議員       |
| 情報局長   | アルヴィド・ゼイボト               |                  | 1921-1924       | 共産党員                         | 登録局長代行                 |
| 情報局長   | ヤン・ベルジン                     |                  | 1924.3-1935.4   | 共産党員                         | 情報局副局長                 |
| 情報局長   | セミョーン・ウリツキー             |                  | 1935.4-1937.6   | 共産党員                         | 自動車装甲戦車局副局長       |
| 情報局長   | ヤン・ベルジン                     |                  | 1937.7-1937.11  | 共産党員                         | スペイン共和国軍主任軍事顧問 |
| 情報局長   | セミョーン・ゲンディン             | 国家保安上級少佐 | 1937.11-1938.10 | モスクワ指揮砲兵課程             | 情報局長代行                 |
| 情報局長   | A.オルロフ                         |                  | 1938.10-1939    |                                  |                              |
| 第5局長    | イワン・プロスクロフ               |                  | 1939-1940.6     |                                  |                              |
| 情報局長   | フィリップ・ゴリコフ               | 中将             | 1940.6-1941.10  | 共産党員                         | 第6軍司令官                  |
| 情報局長   | アレクセイ・パンフィーロフ         | 中将             | 1941.10-1942.8  | 共産党員                         | 情報局副局長                 |
| 情報総局長 | イワン・イリイチェフ               | 中将             | 1942.8-1945.7   | 共産党員                         | 情報局政治課長               |
| 情報総局長 | フョードル・クズネツォフ           | 中将             | 1945.7-1947.9   | 共産党員                         | 戦線情報局長                 |
|            | N.トルソフ                         |                  | 1947-1949       |                                  |                              |
| 情報総局長 | マトヴェイ・ザハロフ               |                  | 1949-1952       | ペトログラード砲兵指揮官課程     | 参謀本部軍事アカデミー校長   |
| 情報総局長 | M.シャリン                         | 大将             | 1952-1956       |                                  |                              |
| 情報総局長 | セルゲイ・シュテメンコ             | 大将             | 1956-1957       | セヴァストポリ軍事砲兵学校       |                              |
| 情報総局長 | M.シャリン                         |                  | 1957-1958.12    |                                  |                              |
| 情報総局長 | イワン・セーロフ                   |                  | 1958.12-1963.1  | 共産党員                         | KGB議長                      |
| 情報総局長 | ピョートル・イワシュチン           | 上級大将         | 1963.1-1987.7   | 軍事飛行士学校                   | KGB第一副議長                |
| 情報総局長 | V.ミハイロフ                       | 大将             | 1987.7-1991     |                                  |                              |
| 情報総局長 | エフゲニー・チモーヒン             | 大将             | 1991-1992.8     |                                  |                              |
| 情報総局長 | フョードル・ラドゥイギン           | 大将             | 1992.9-1997.5   | ハリコフ空軍学校                 | 条約・法務局長               |
| 情報総局長 | ワレンチン・コラベリニコフ         | 上級大将         | 1997.5-2009.4   | ミンスク高等技術高射ミサイル学校 | 情報総局副総局長             |
| 情報総局長 | アレクサンドル・シュリャフトゥロフ | 中将             | 2009.4-2011.12  |                                  | 情報総局第一副総局長         |
| 情報総局長 | イーゴリ・セルグン                 | 上級大将         | 2011.12-2016.1  |                                  |                              |
| 情報総局長 | イーゴリ・コロボフ                 | 上級大将         | 2016.2-2018.11  |                                  |                              |

## 報道された対外活動
- アメリカ合衆国（米国）の連邦捜査局 (FBI) などは、2016年の大統領選挙におけるヒラリー・クリントン陣営に対するサイバー攻撃（2016年アメリカ合衆国大統領選挙におけるロシアの干渉）にGRUが関与していると断定。この報告に基づき、オバマ大統領は2016年12月、駐米ロシア外交官35人を国外追放する報復措置をとった[1]。
- 2018〜19年、米CIA、英MI6、仏DGSE、スイスFISの共同作戦により、ヨーロッパ各地で暗躍していたGRUの29155部隊のメンバー15人を追跡し、特定した。

- 2020年2月20日、英国の外務省と米国の国務省は、2019年10月にジョージア政府や企業などのWebサイトが改ざんされ、国営放送局のサービスにも支障が出たサイバー攻撃について、ロシア軍の情報機関、参謀本部情報局（GRU）が攻撃に関与したと断定し、ロシアを非難する声明を発表した[2]。

- 2020年10月19日、アメリカ合衆国司法省はGRUの工作員6人を起訴したことを発表した。彼らはウクライナの送電網や2017年フランス大統領選挙、2018年平昌オリンピックなどを妨害する目的でサイバー攻撃を行った疑いが持たれている[3][4]。また、同日に英国外務省も声明を発表し、GRUが2020年東京オリンピック・パラリンピックの組織委員会や関係者などに対して、サイバー攻撃を行っていたことを明らかにした[3][4]。英国政府によると2020年夏の五輪開催の延期が決定した3月より前に、GRUのサイバー部隊は主催団体や関係者、スポンサー、輸送関連の情報システムに対して、インターネットを通じて偵察活動を実施していたという。システムの全体像を把握した上で、弱点を突くサイバー攻撃によって、開催中に障害を発生させるなどの妨害を計画していたと見られる[5]。

- チェコ政府は2021年、同国で2014年に発生したヴルビェティツェ弾薬庫爆発事件にGRUメンバー2人が関与したとして国際指名手配するとともに、チェコ駐在のロシア外交官18人の追放を発表した。この2人は2018年にイギリスで起きた元GRU大佐父娘毒殺未遂事件と同名だと報道されている[6]。

- 2022年2月18日、米国のニューバーガー国家安全保障担当副補佐官（サイバー・先端技術担当）は、2月15日に発生したウクライナ国防省や銀行などを標的とした「DDoS攻撃」と呼ばれるサイバー攻撃について、攻撃に使われたIPアドレスを分析した結果、GRUに結びつく情報を確認したことを明らかにし、そのサイバー攻撃の背後にロシア軍の情報機関当局が関係しているとして、ロシア政府の責任を追及する声明を出した[7]。英外務省も、ロシア軍の情報機関であるロシア連邦軍参謀本部情報総局（GRU）がウクライナに対するサイバー攻撃に関与していたことはほぼ確実という認識を示した[8]。2月15日のネット被害は、サーバーに大量のデータを送りつける「DDoS攻撃」によるもので、ウクライナの国防省と軍のサイトは10時間以上も機能が停止し、銀行でも数時間、オンライン取引が利用できなくなった[9]。

- 英国MI5のケン・マッカラム長官は2024年10月8日のロンドンにおける講演で、GRUが「英国や欧州の街中で騒乱を引き起こすという継続的な任務を担っている」と指摘した[10]。

## 所属したことがある人物
- セルゲイ・スクリパリ：スパイ容疑で逮捕された後、ロシアを出国。